# Династія Сайїд
Династія Сайїд (Sayyid) — династія, що правила Делійським султанатом з 1414 по 1451 роки. Ця династія змінила династію династію Туґхлак та була змінена у свою чергу династією Лоді.
Представники родини стверджували, що вони є саїдами, потомками пророка Мухаммеда. Сходження до влади династії відбулося у момент, коли Делійський султанат потрапив у період хаосу після захоплення і сплюндрування Делі військами Тимура у 1398 році. Період влади династії тривав 37 років, за які змінилося 4 султани з цієї династії.
Засновником династії став Хізр Хан, призначений Тимуром губернатором Мултана, центра провінції Пенджаб. Хізр Хан захопив Делі 28 травня 1414 року, проте номінально він не носив титул султана, формально залишаючись раят-і-ала, васалом Тимура та його онука і спадкоємця Шаха Руха. За Хізр Хан 20 травня 1421 року владу отримав Мубаррак Хан, який називав себе на монетах Муїззуддін Мубарак Ханом. Мубаррак Хана змінив на троні його племінник Мухаммад Хан, а того — його син Алам Шах, також відомий як Алауддін з Бадауна. 19 квітня 1451 року Алан Шах зрікся престолу на користь Бахлул Хана Лоді та повернувся до свого рідного міста Бадаун, де жив до 1478 року.

## Ресурси Інтернету
- Sayyid Dynasty Encyclopedia Britannica